# Kärla-Kulli
Koordinaten: 58° 20′ N, 22° 17′ O
Kärla-Kulli ist ein Dorf (estnisch küla) auf der größten estnischen Insel Saaremaa. Es gehört zur Landgemeinde Saaremaa (bis 2017: Landgemeinde Lääne-Saare) im Kreis Saare.

## Einwohnerschaft, Lage und Geschichte
Das Dorf hat vier Einwohner (Stand 1. Januar 2016). Seine Fläche beträgt 1,85 km².
Der Ort liegt 28 Kilometer nordwestlich der Inselhauptstadt Kuressaare. Er wurde vermutlich 1645 unter dem Namen Weiuenall erstmals urkundlich erwähnt. Bis 2014 trug das Dorf den Namen Kulli.